# Prismes électriques
Prismes électriques est un tableau peint par Sonia Delaunay en 1914. Cette huile sur toile, œuvre du simultanéisme, rend hommage à Blaise Cendrars en laissant voir son nom. Présentée au Salon des indépendants de 1914, elle est aujourd'hui conservée au musée national d'Art moderne, à Paris.
Cette peinture représente les effets optiques créés par les lampadaires électriques dans les rues de Paris. Sonia Delaunay a déclaré que le phénomène de simultanéité chromatique se produisait partout dans les villes en raison de la lumière électrique et naturelle.

## Expositions
- Salon des indépendants de 1914, Paris, 1914.
- Le Cubisme, Centre national d'art et de culture Georges-Pompidou, Paris, 2018-2019.